# Derek Harper
Derek Harper (* 13. Oktober 1961 in Royston, Georgia) ist ein ehemaliger US-amerikanischer Basketballspieler, der im Jahr 1999 seine aktive Karriere in der NBA beendet hat.

## Karriere

### Highschool und College
Derek Harper besuchte in seiner Jugend die Roosevelt Junior High School und im Anschluss daran die North Shore High School in seiner Heimatstadt West Palm Beach. Nach erfolgreichem Abschluss studierte er drei Jahre an der University of Illinois at Urbana-Champaign (UIUC), wo er im universitätseigenen Basketballteam den Fighting Illini spielte. Aufgrund seiner Leistungen wurde er in seiner letzten Saison 1983 in das First-Team All-Big Ten und das Second-Team All-American gewählt.

### NBA
Harper wurde im NBA-Draft von 1983 als 11. Pick in der 1. Runde von den Dallas Mavericks gedraftet. Bei diesem Team verbrachte er dann die erste Dekade seiner sechzehn Saisons umfassenden NBA-Karriere und bildete in dieser Zeit mit seinem Teamkollegen, dem Shooting Guard Rolando Blackman, den Backcourt der Mavs. In der Saison 1993/94 tradeten die Mavericks Derek Harper für Tony Campbell und einen zukünftigen 1. Runden-Draft-Pick zu den New York Knicks, wo er den für die Knicks startenden Point Guard Doc Rivers ersetzte, der aufgrund von Verletzungen für die Saison ausfiel. Durch diesen Wechsel gelang Harper über Nacht ein Karrieresprung, denn er wechselte von den zur damaligen Zeit unterdurchschnittlich spielenden Mavs zum Titelkandidaten der Saison, den Knicks. Die ihm dadurch gestellte Aufgabe meisterte er, unter Beibehaltung seiner guten Leistungen, wodurch es ihm gelang, die Knicks, zusammen mit dem Frontcourt, bestehend aus Center Patrick Ewing und Power Forward Charles Oakley, zu zwei Vizemeisterschaften 1994 und 1995 zu führen.
Im Jahr 1996 wurde Harper nach Erfüllung seines Vertrages von den Knicks freigegeben und unterschrieb als Free Agent bei seinem alten Team den Dallas Mavericks, wo er eine Saison verbrachte. Die Mavericks tradeten ihn und seinen Teamkollegen Ed O’Bannon für Dennis Scott zu den Orlando Magic. 1999 unterschrieb er als Free Agent bei den Los Angeles Lakers, wo er aufgrund von Verletzungen nur 45 Saisonspiele absolvieren konnte und als Bankspieler eingesetzt wurde. Nachdem die Lakers Harper zu den Detroit Pistons traden wollten, beendete er seine Profikarriere.
In seiner NBA-Karriere absolvierte Derek Harper 1.199 Spiele und erreichte dabei 16.006 Punkte, 6.577 Assists und 1.957 Steals. Trotz seiner konstant guten Leistungen und hohen Werte in den NBA-Statistiken, spielte er nie in einem NBA All-Star Game.
Im Oktober 2013 kündigte der Clubbesitzer der Dallas Mavericks Mark Cuban an, die Trikotnummer 12 von Derek Harper während der Saison 2013/14 zurückziehen zu wollen, im März 2014 folgte das Dementi für diese Saison.

### Erfolge und Auszeichnungen
- 1987 und 1990 wurde Harper in das NBA All-Defensive Second Team gewählt
- 2004 wurde er in das Illini Men’s Basketball All-Century Team seiner ehemaligen Universität gewählt
- zum Zeitpunkt seines Karriereendes erreichte er in den Bestenlisten der NBA, Platz 35 bei der Anzahl der absolvierten Saisonspiele, Platz 7 bei den Assists und Platz 11 bei den Steal

## Leben und Privates
Derek Harper lebt mit seiner Familie in Dallas und arbeitet als Spieleanalyst für lokale Medien.